# Тополя трикутнолиста
Тополя трикутнолиста, дельтолиста або канадська (Populus deltoides) — дерево роду тополя.

## Будова
Красиве розкидисте дерево до 40 метрів висоти. Дуже швидко росте — до 1,5 м висоти щороку. Стовбур 1,8 в діаметрі. Кора молодих дерев сріблясто-біла, згодом коричневіє. Гілки мають сірувато-жовте забарвлення. Кора на стовбурі молодих дерев може збиратися потовщеннями, що схожі на подагру. Бруньки тонкі, жовтувато-коричневі, покриті клейкою речовиною. Листя трикутне, велике до 10 см довжини. Чоловічі сережки червонясті до 10 см довжини, жіночі — зелені до 13 см спочатку і досягають 20 см після запилення. Насіння розносить вітер завдяки пухоподібному чубку із волосків.

## Поширення та середовище існування
Росте у східних та центральних штатах США. Вирощується для озеленення вулиць в Одесі.

## Практичне використання
Має міцну деревину.
Існують декоративний сорт «Purple Tower», що має оригінальний вигляд листя і кори бордового кольору.
Використовується інколи в озелененні міст (в Україні росте в Одесі), проте дерево не радять висаджувати на вулицях, оскільки його коріння руйнує асфальт та підземні комунікації.

## Цікаві факти
Тополя дельтолиста є деревом-символом штату Канзас.

## Галерея

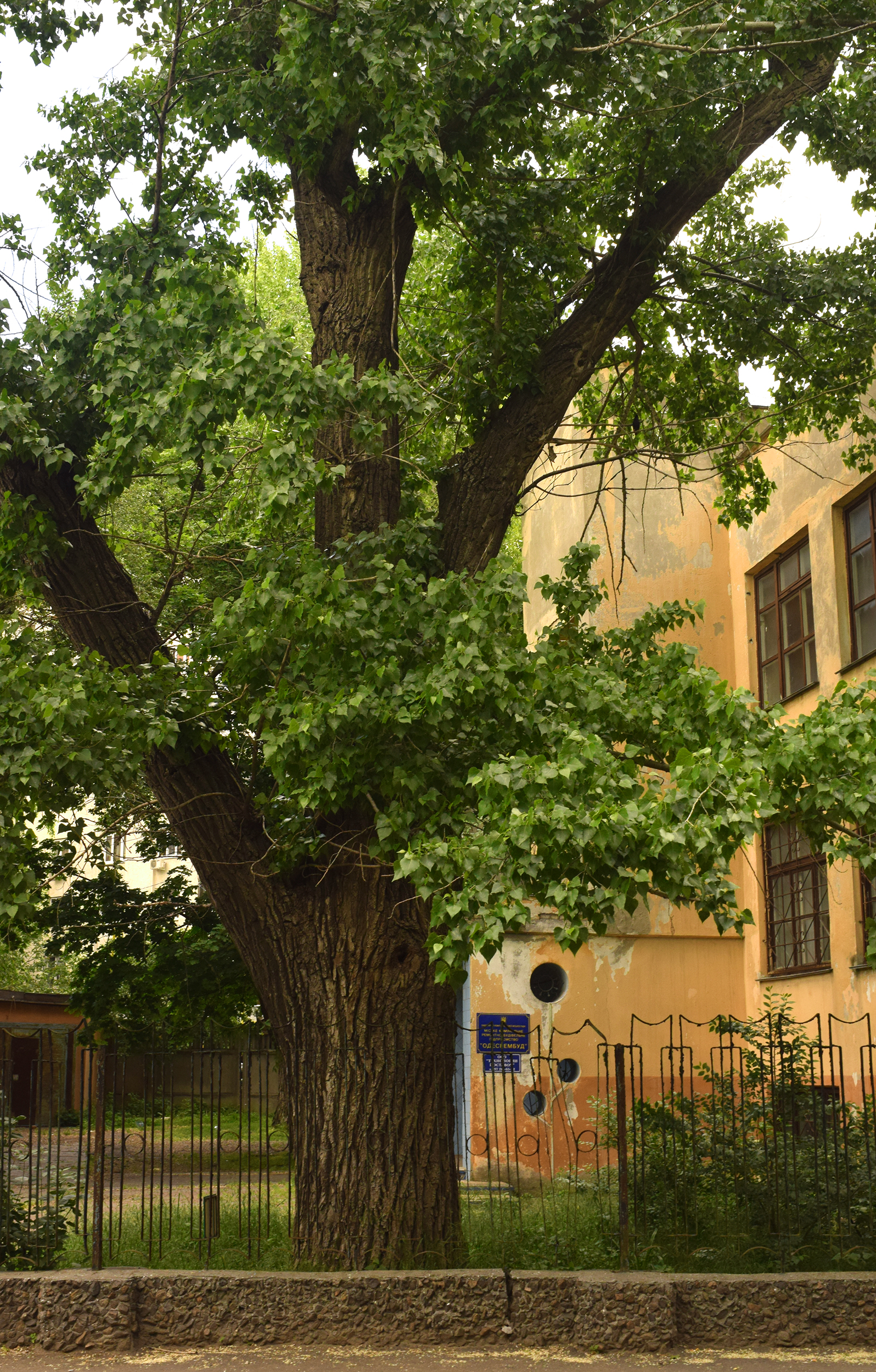
Тополя дельтолиста в Одесі
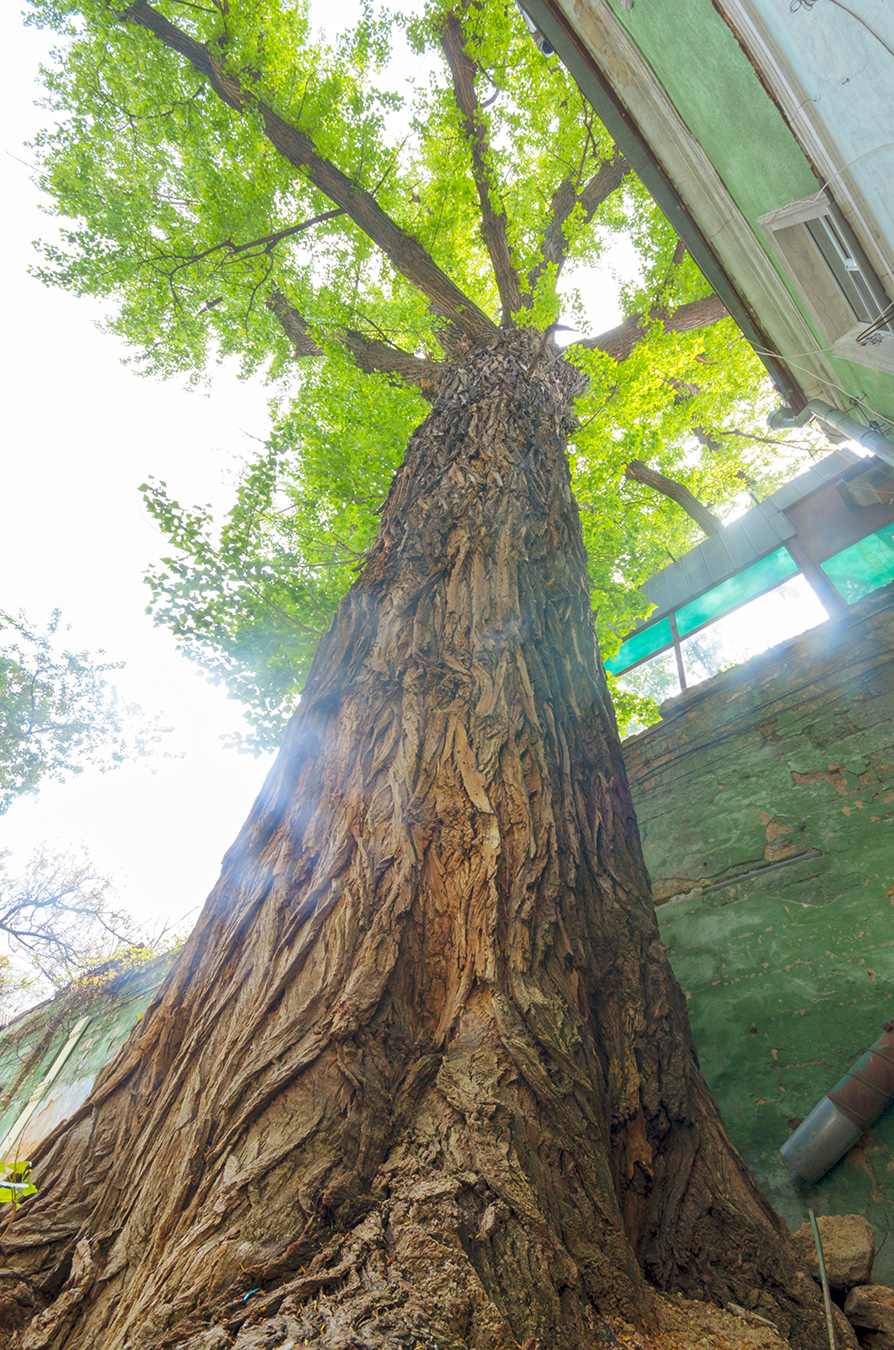
Тополя дельтолиста в Одесі
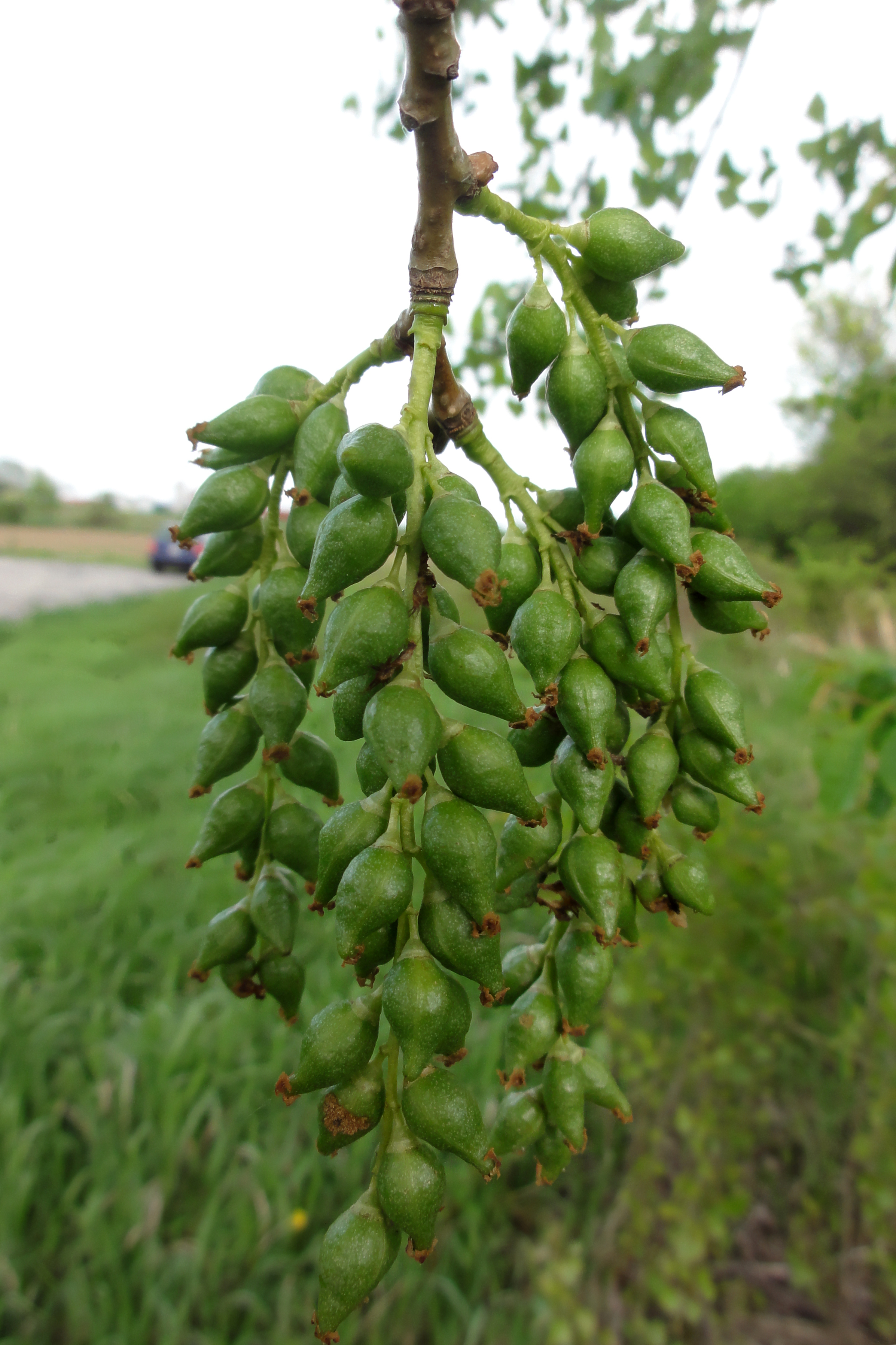
Сережки
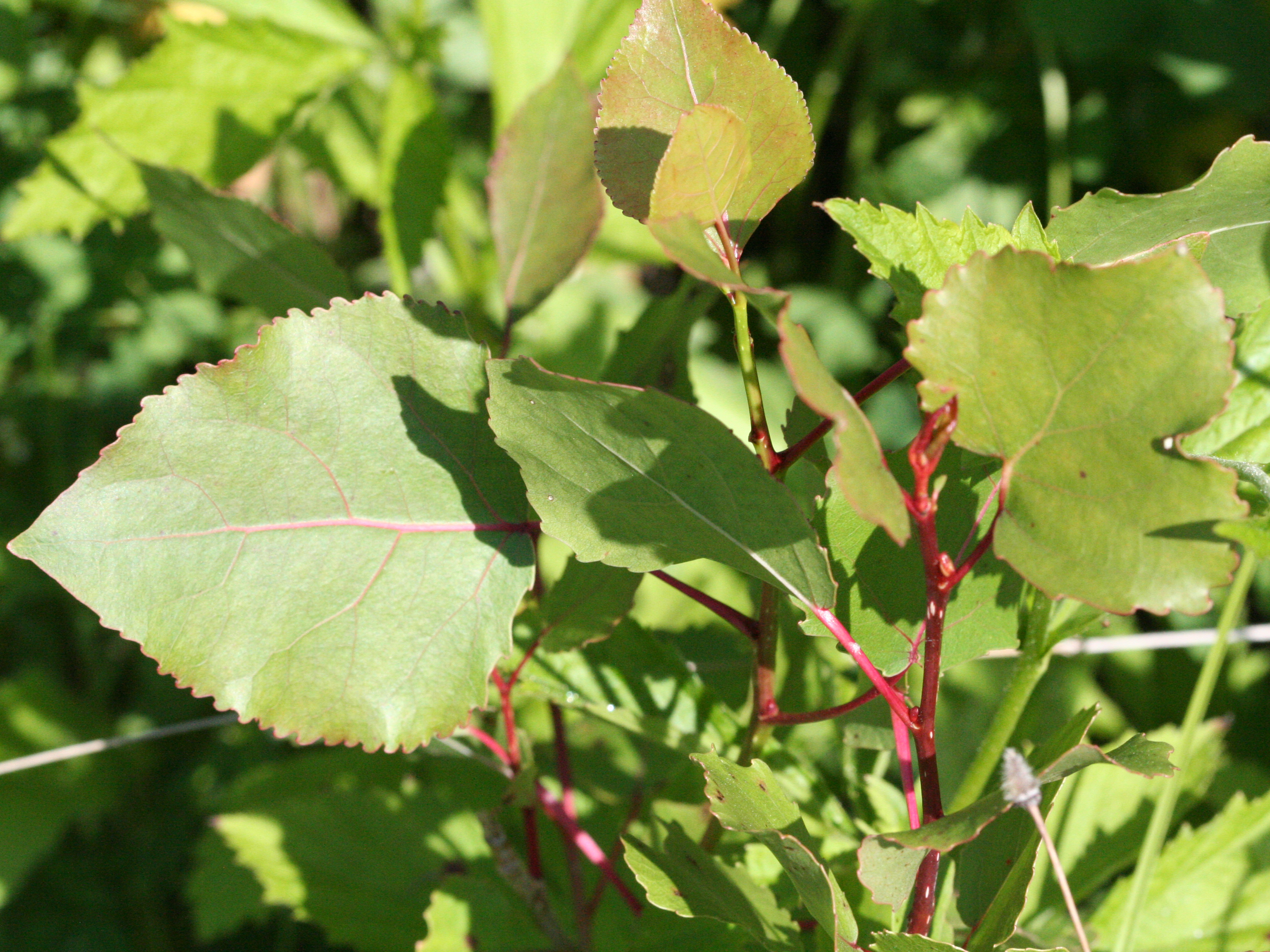
Листя
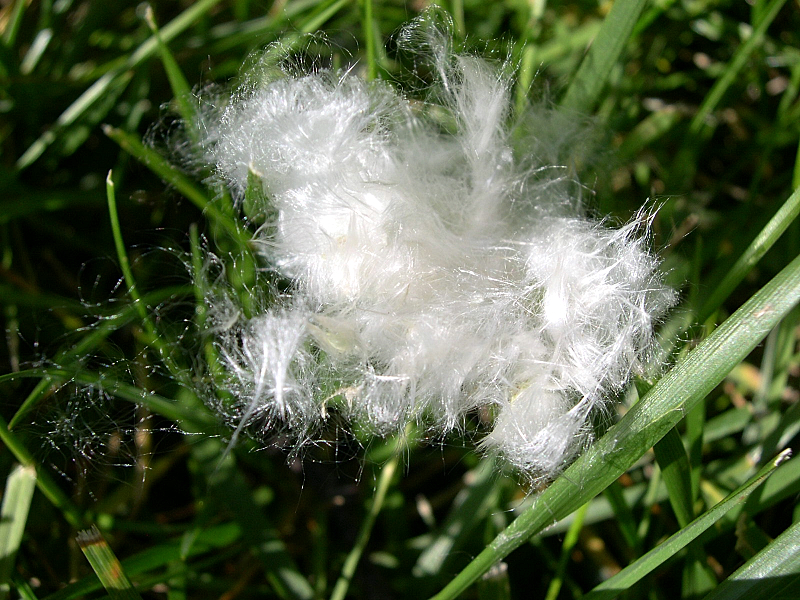
Насіння